# Mistrzostwa Europy w Lekkoatletyce 2018 – bieg na 10 000 m mężczyzn
Bieg na 10 000 metrów mężczyzn – jedna z konkurencji biegowych rozgrywanych podczas lekkoatletycznych mistrzostw Europy na Olympiastadion w Berlinie.
Tytułu z poprzednich mistrzostw nie obronił, Turek Polat Kemboi Arıkan.

## Rekordy
Tabela prezentuje rekord świata, rekord Europy, rekord mistrzostw Europy, najlepsze osiągnięcie na Starym Kontynencie, a także najlepszy rezultat na świecie w sezonie 2018 przed rozpoczęciem mistrzostw.
|                                        | Zawodnik         | Wynik    | Miejsce  | Data                  |
| -------------------------------------- | ---------------- | -------- | -------- | --------------------- |
| Rekord świata                          | Kenenisa Bekele  | 26:17,53 | Bruksela | 26 sierpnia 2005(dts) |
| Rekord Europy                          | Mohamed Farah    | 26:46,57 | Eugene   | 3 czerwca 2011(dts)   |
| Rekord mistrzostw Europy               | Martti Vainio    | 27:30,99 | Praga    | 29 sierpnia 1978(dts) |
| Najlepszy wynik na świecie w 2018 roku | Joshua Cheptegei | 27:19,62 | Lozanna  | 13 kwietnia 2018(dts) |
| Najlepszy wynik w Europie w 2018 roku  | Richard Ringer   | 27:36,52 | Stanford | 9 czerwca 2018(dts)   |

## Najlepsze wyniki w Europie
Poniższa tabela przedstawia 10 najlepszych rezultatów na Starym Kontynencie w 2018 roku tuż przed rozpoczęciem mistrzostw
| Poz. | Zawodnik            | Reprezentacja   | Wynik    | Data i miejsce       |
| ---- | ------------------- | --------------- | -------- | -------------------- |
| 1.   | Richard Ringer      | Niemcy          | 27:36,52 | 19 maja, Londyn      |
| 2.   | Morad Amdoumi       | Francja         | 27:36,80 | 19 maja, Londyn      |
| 3.   | Soufiane Bouchikhi  | Belgia          | 27:41,20 | 3 maja, Stanford     |
| 4.   | Yemaneberhan Crippa | Włochy          | 27:44,21 | 19 maja, Londyn      |
| 5.   | Adel Mechaal        | Hiszpania       | 27:50,56 | 19 maja, Londyn      |
| 6.   | Alexander Yee       | Wielka Brytania | 27:51,94 | 19 maja, Londyn      |
| 7.   | Andy Vernon         | Wielka Brytania | 27:52,32 | 19 maja, Londyn      |
| 8.   | Chris Thompson      | Wielka Brytania | 27:52,56 | 19 maja, Londyn      |
| 9.   | François Barrer     | Francja         | 27:55,95 | 16 czerwca, Stanford |
| 10.  | Polat Kemboi Arıkan | Turcja          | 27:56,53 | 2 czerwca, Maia      |

## Terminarz
| Data       | Godzina |       |
| ---------- | ------- | ----- |
| 7 sierpnia | 20:20   | Finał |

## Rezultaty

### Finał
Źródło:.
| Poz. | Zawodnik                 | Reprezentacja                      | Czas     | Uwagi |
| ---- | ------------------------ | ---------------------------------- | -------- | ----- |
| 01 ! | Morhad Amdouni           | Francja                            | 28:11,22 |       |
| 02 ! | Bashir Abdi              | Belgia                             | 28:11,76 |       |
| 03 ! | Yemaneberhan Crippa      | Włochy                             | 28:12,15 |       |
| 4.   | Adel Mechaal             | Hiszpania                          | 28:13,78 |       |
| 5.   | Andy Vernon              | Wielka Brytania                    | 28:16,90 |       |
| 6.   | Soufiane Bouchikhi       | Belgia                             | 28:19,04 |       |
| 7.   | Julien Wanders           | Szwajcaria                         | 28:22,02 |       |
| 8.   | Florian Carvalho         | Francja                            | 28:29,78 |       |
| 9.   | Juan Pérez               | Hiszpania                          | 28:31,31 | SB    |
| 10.  | Kaan Kigen Özbilen       | Turcja                             | 28:32,93 |       |
| 11.  | Chris Thompson           | Wielka Brytania                    | 28:33,12 |       |
| 12.  | Daniel Mateo             | Hiszpania                          | 28:44,43 |       |
| 13.  | Lorenzo Dini             | Włochy                             | 28:45,04 |       |
| 14.  | Alexander Yee            | Wielka Brytania                    | 28:58,86 |       |
| 15.  | Simon Debognies          | Belgia                             | 29:00,98 |       |
| 16.  | Amanal Petros            | Niemcy                             | 29:01,19 |       |
| 17.  | Wasyl Kowal              | Ukraina                            | 29:07,23 |       |
| 18.  | Arttu Vattulainen        | Finlandia                          | 29:12,02 |       |
| 19.  | Alexandru Nicolae Soare  | Rumunia                            | 29:13,82 |       |
| 20.  | Jewgienij Rybakow        | Autoryzowani lekkoatleci neutralni | 29:15,30 |       |
| 21.  | Dmytro Siruk             | Ukraina                            | 29:19,55 |       |
| 22.  | Benjamin Rainero de Haan | Holandia                           | 29:38,31 |       |
| 23.  | Stephen Scullion         | Irlandia                           | 29:46,87 |       |
| 24.  | Sebastian Hendel Hendel  | Niemcy                             | 29:53,45 |       |
| 25.  | Girmaw Amare             | Izrael                             | 30:11,91 |       |
| 26.  | François Barrer          | Francja                            | 30:22,91 |       |
| 27.  | Marius Øyre Vedvik       | Norwegia                           | 30:46,59 |       |
| -    | Samuel Barata            | Portugalia                         | DNF      |       |
| -    | Richard Ringer           | Niemcy                             | DNF      |       |
| -    | Aras Kaya                | Turcja                             | DNF      |       |
| -    | Jakub Zemaník            | Czechy                             | DNF      |       |
| -    | Polat Kemboi Arıkan      | Turcja                             | DNF      |       |